# شاطئ سيلين
شاطئ سيلين يقع على الساحل الشرقي جنوب مدينة أم سيعيد في دولة قطر ويتكون من كثبان رملية ممتدة على مساحات شاسعة إلى منطقة خور العديد جنوب قطر, يضم شاطئ سيلين منتجع سياحي ويجذب الشاطئ برماله الذهبية وماء بحره الصافي آلاف السياح سنوياً ويعتبر أيضاً مكان لممارسة رياضة التطعيس بين الشباب.